# Дин Дзунхуей
Динг Джунхуи (на китайски: 丁俊晖, на пинин: Ding Junhui) е китайски професионален играч на снукър. Роден е в Исин, Дзянсу (близо до Шанхай), Китай и живеещ в Англия по време на спортния сезон.
Динг Джунхуи започва да играе снукър, когато е едва на девет години. С времето той започва да се занимава по 8 часа на ден с играта и през 2003 г. става първи в класацията на играчите на снукър в Китай.
През 2002 г. името му става известно и извън границите на Китай, след като през тази година той печели три юношески състезания по снукър. В крайна сметка е награден от Световната асоциация по снукър през 2003 г., което му позволява през септември същата година да стане професионален играч.
През февруари 2004 г. Динг е допуснат до състезанието Мастърс в Лондон, където в първия кръг той успява да победи Джо Пери. Във втория кръг Динг е победен от Стивън Лий с 6 на 5 фрейма, след като в началото на мача повежда с 5 на 2 фрейма. Изпълнението му на това състезание впечатлява много спортни коментатори, които го определят като бъдещ световен шампион.
През март 2005 г. той празнува своя рожден ден с победа на Откритото първенство на Китай. По пътя си към финала Динг отстранява трима играчи от топ 16 на световната ранглиста - Питър Ебдън, Марко Фу и Кен Дохърти. На финала Динг се изправя срещу класирания тогава под номер 3 в световната ранглиста Стивън Хендри. Победата му в този мач с 9 на 5 фрейма се превръща в неговата първа победа от ранкинг турнир и в може би най-голямата изненада на този сезон.
През декември 2005 г. той побеждава още трима играчи от топ 16 на световната ранглиста като по този начин достига до финала на Британското първенство. На финала на състезанието той се изправя срещу легендата в снукъра Стив Дейвис и го побеждава с 10 на 6 фрейма. По този начин той става първият носител на титлата, роден извън Британските острови. След победата си в състезанието Динг отива с близо 30 места по-напред в ранглистата (като е класиран на 31 място в ранглистата за следващия сезон).
През август 2006 г. на Трофея на Северна Ирландия Динг Джунхуи отстранява последователно Пол Дейвис с 5 на 4, Антъни Хамилтън с 5 на 3, Джон Хигинс с 5 на 3 и Кен Дохърти с 5 на 1 и по този начин достига до полуфинала на състезанието. Там той побеждава Стивън Лий с 5 на 1 фрейма и се класира на финал срещу Рони О'Съливан. Във финалния мач Динг побеждава О'Съливан с 9 на 6 фрейма и по този начин става едва третия човек в историята на спорта, който е успял да спечели 3 турнирни титли преди да навърши 20 години. Другите двама са Рони О'Съливан и Джон Хигинс.
На 14 януари 2007 г. Динг Джунхуи прави максимален брейк от 147 точки в мача си срещу Антъни Хамилтън по време на участието си в началната фаза на турнира Сага Иншурънс Мастерс. В историята на този турнир това е едва вторият максимален брейк, първият е дело на Кърк Стивънс през 1984 година. Динг Джунхуи, само 19-годишен, е най-младият играч в историята на играта направил максимален брейк в телевизионно отразен мач. Младият китаец достига до финала на Мастърс, където среща Рони О'Съливан, от когото губи с резултат 9 на 3 фрейма. Динг е единственият китаец, достигнал до финал на Мастърс.
На 16 декември 2008 г. Динг Джунхуи постигна втория си максимален брейк в кариерата в мач срещу Джон Хигинс от осминафиналите на Британското първенство.
На 16 януари 2011 г. Динг спечели Мастърс за първи път, побеждавайки Марко Фу с 10 на 4 фрейма, след като победи Джейми Коуп с 6 на 3 фрейма на полуфинала.

## Сезон 2009/10
| Турнир                    | Резутат | Спечелени пари | Ранкинг точки | Най-голям брейк | 100+ брейк | 50+ брейк | Брой спечелени срещи |
| ------------------------- | ------- | -------------- | ------------- | --------------- | ---------- | --------- | -------------------- |
| Шанхай мастърс 2009       |         | £              |               |                 |            |           |                      |
| Гран При 2009             |         | £              |               |                 |            |           |                      |
| Британско първенство 2009 |         | £              |               |                 |            |           |                      |
| Мастърс 2010              |         | £              |               |                 |            |           |                      |
| Първенство на Уелс 2010   |         | £              |               |                 |            |           |                      |
| Първенство на Китай 2010  |         | £              |               |                 |            |           |                      |
| Световно първенство 2010  |         | £              |               |                 |            |           |                      |
| Общо                      |         | £              |               |                 |            |           |                      |